# Meigenia albidula
Meigenia albidula là một loài ruồi trong họ Tachinidae.